# Nikolái Urvántsev
Nikolái Nikoláyevich Urvántsev (en ruso: Николай Николаевич Урванцев) (Lukoyánov, gobernación de Nizhni Nóvgorod, Imperio ruso 29 de enero de 1893 - 20 de febrero de 1985, Leningrado, Unión Soviética) fue un geólogo y explorador soviético.

## Biografía
Nikolái Urvántsev nació en la ciudad de Lukoyánov, en la gobernación de Nizhni Nóvgorod, en el Imperio ruso, en el seno de la familia de un mercader. Se graduó en la Universidad Politécnica de Tomsk en 1918.
Urvántsev fue uno de los descubridores, entre 1919 y 1922,  de la cuenca de carbón de Norilsk, una región también rica en cobre y níquel, siendo uno de los fundadores de la ciudad.
En 1922, mientras encabezada una expedición geológica, Urvántsev encontró los restos de los colaboradores de la expedición ártica de Roald Amundsen de 1918 desaparecidos misteriosamente, Peter Tessem y Paul Knutsen. Urvántsev recuperó la correspondencia y los datos científicos que portaban los dos desafortunados noruegos. Los valiosos documentos se encontraban abandonados en la orilla del mar de Kara, cerca de la desembocadura del río Zeledéyeva.
Entre 1931 y 1933, Urvántsev, juntamente con Gueorgui Ushakov, exploró el archipiélago de Sévernaya Zemlyá, donde ambos descubrieron varias islas. Publicaron un libro sobre esta expedición, Sobre Sévernaya Zemlyá. Urvántsev también exploró otras áreas remotas de Rusia, el Taimir y la meseta Central Siberiana. 
Entre 1933 y 1934, el entonces recientemente  formado Directorio Central de la Ruta del Mar del Norte (Glavsevmorput) envió el vapor Pravda a la bahía Nordvik en la primera exploración petrolífera del norte de Siberia. Este viaje fue liderado por Urvántsev, acompañado de su mujer, la doctora Yelizaveta Ivanova, que era responsable de la atención médica en la expedición.
Durante la época estalinista, Urvántsev fue acusado en diversas ocasiones de sabotaje, de acuerdo con el célebre Artículo 58 del Código Penal de la RSFS de Rusia. Fue encarcelado, siendo recluido en Karlag (el campo de trabajo de Karagandá) y en Norillag (el campo de Norilsk). Fue liberado en 1945.
Urvántsev fue rehabilitado en 1954. Desde ese año hasta su muerte trabajo como Director del Departamento de Geología Ártica del Instituto de Investigación Científica de Geología Ártica (НИИГА) de Leningrado.
Recibió dos Órdenes de Lenin, varias medallas y el título honorario de Trabajador Honorario de la Ciencia. La Sociedad Geográfica de la Unión Soviética lo eligió como Miembro Honorario y le concedió su Gran Medalla de Oro.
Falleció en Leningrado el 20 de febrero de 1985, siendo la urna con sus cenizas enterrada en Norilsk, de acuerdo con su testamento.